# Marcha politécnica del 5 de agosto de 1968
El día 5 de agosto de 1968 se efectuó una marcha en la zona norte de la Ciudad de México, es una de las marchas más importantes del movimiento estudiantil de 1968 porque cerró el pacto entre estudiantes de distintas escuelas especialmente de la UNAM y del IPN.

## Convocatoria
La manifestación fue convocada por la Federación Nacional de Estudiantes Democráticos y por El Comité Coordinador antecedente del Consejo Nacional de Huelga, los primeros solicitaron permiso al Departamento del Distrito Federal, los otros no, porque les asistía “el derecho a libertad de reunión y expresión de las ideas”.
La Comisión Organizadora de la Manifestación publicó un documento el día 4 de agosto, titulado: “A la Opinión Pública, A los maestros y Estudiantes y Autoridades Educativas”, en el que exigió “garantías jurídicas suficientes para todos los participantes en este movimiento, y solución inmediata” a los 6 puntos del pliego petitorio.

## Marcha en el norte de la Ciudad de México
La marcha partió de la Unidad Profesional Zacatenco por las calles de Instituto Politécnico, -pasando por la Basílica de Guadalupe- la avenida Montevideo, de los Misterios, Manuel González, cerca de la Vocacional número siete, la Prolongación San Juan de Letrán -actualmente Eje Central- Nonoalco y Plan de Ayala hasta llegar a la Plaza del Carrillón en el Casco de Santo Tomás. En total un recorrido de cerca de 11 kilómetros de bullicio y fiesta de denuncias y aplausos que se prolongó por cuatro horas.
A pesar de que los estudiantes invitaron al director general del mismo Guillermo Massieu a marchar con ellos, como lo había realizado Javier Barros Sierra el 1 de agosto de 1968 para denunciar la intervención del ejército en la Preparatoria de San Ildefonso, el ingeniero Massieu se negó argumentando que la marcha no era exclusiva de estudiantes del IPN. La manifestación fue encabezada por 24 profesores politécnicos entre ellos: Fausto Trejo, Horacio Espinosa, Leopoldo Ayala y Juan Manuel Gutiérrez Vázquez Director de la Escuela Nacional de Ciencias Biológicas del IPN entre otros,  La columna que llegó a tener 3.5 kilómetros de largo (100 mil asistentes) partió de la Unidad Profesional Zacatenco por las calles de Instituto Politécnico, (pasando por la Basílica de Guadalupe) Montevideo, Misterios, Manuel González, (Vocacional número siete) Prolongación San Juan de Letrán, Nonoalco y Plan de Ayala hasta llegar a la Plaza del Carrillón en el Casco de Santo Tomás.  En total un recorrido de cerca de 11 kilómetros de bullicio y fiesta, de denuncias y aplausos que se prolongó por cuatro horas.

## Marcha pacífica
Los periódicos capitalinos destacaron la capacidad que tuvieron los estudiantes politécnicos y universitarios y de Chapingo de mantener el orden. El Día informó de “una marcha que se desarrolló sin incidentes”. El Nacional publicó, “puede afirmarse que esta manifestación se realizó dentro el mayor orden”.El Universal explicó cómo se logró tan “extraordinaria conducta”: “los estudiantes comisionados para mantener el orden con un brazalete rojo cuidaron que nadie alterara la marcha”. Excélsior fue más allá y afirmó: “en abierto rechazo de la violencia [...] los mismos estudiantes se ocuparon de mantener el orden, porque ‘una manifestación sin policía es una manifestación pacífica’”. La Prensa recuperó los comentarios de una de sus fuentes principales: “Se comentó en círculos policiacos que ‘fue notable el orden y la disciplina guardada por los politécnicos, que no perdieron la calma en ningún momento […] Las comandancias policiacas informaron: ‘no había habido denuncia alguna en relación con actos vandálicos de los alumnos, a pesar de que se reunieron miles y miles de estudiantes”.

## Mitin y ultimátum
La manifestación concluyó con un nutrido y enérgico mitin en la Plaza del Carrillón del Casco de Santo Tomás.  El mitin inició cuando ya había anochecido, “se guardó un minuto de silencio por los compañeros caídos”, hicieron uso de la palabra: Genaro Alanís de la Vocacional 5, Raúl Álvarez de la Escuela Superior de Ciencias Físico Matemáticas, Gilberto Guevara de la UNAM, Fausto Trejo profesor de la Vocacional número siete, y José Tayde de Chapingo.
Raúl Álvarez explicó sobre del simbolismo que hay en esa plaza cerca de la Escuela Nacional de Ciencias Biológicas (ex internado del IPN), porque con la ocupación de ese edificio en 1956 por el ejército inició “la persecución atribuida a los delitos de disolución social”, aplaudió el acompañamiento de los maestros que encabezaron la manifestación “ellos fueron estudiantes que vivían en el Internado”. A nombre de los representantes de los diversos comités de lucha, se pronunció por el cumplimiento de las demandas adoptadas por el movimiento estudiantil “dando un plazo de 72 horas para su solución”, de lo contrario se declararía una huelga nacional.